# Andrealphus
Andrealphus, prema demonologiji, šezdeset i peti duh Goecije, vladar nad trideset legija duhova. Ima lik pauna, ali može uzeti i ljudski lik. Može imati vrlo bučan glas. Podučava geometriji, mjerništvu i astronomiji. Ljude može pretvarati u ptice.